# Soile (ruisseau)
La Soile est un ruisseau de Belgique, affluent de la Mehaigne en rive droite faisant partie du bassin versant de la Meuse. 

## Parcours
La Soile prend sa source à Waret-la-Chaussée dans la commune d'Éghezée à une altitude de 195 m. Ensuite, elle arrose Hanret, Hemptinne et Meeffe. Son confluent se situe au sud du village d’Ambresin dans la commune de Wasseiges à une altitude de 140 m. Elle coule en Hesbaye et passe de la province de Namur à la province de Liège.